# Pro Pinball: Timeshock!
Timeshock! ist ein Flipper-Computerspiel, es wurde von Cunning Development entwickelt, und 1997 von Empire Interactive veröffentlicht. Es ist das zweite Spiel der Pro-Pinball-Serie, es handelt von einer Zeitreise.

## Thema
Das Spiel handelt von einem Experiment mit einem Zeitkristall in der Zukunft, allerdings schlägt der Versuch fehl, der Zeitkristall zerspringt in vier Teile, die in jeweils vier Zeitepochen verstreut werden. Zudem wird eine Zeitwelle ausgelöst (auf Englisch: Timeshock), diese bewegt sich auf den Ursprung der Zeit zu, sobald die Welle den Ursprung erreicht, würde sich das Universum zerstören. Damit das nicht passiert, muss der Spieler durch die vier Zeitepochen reisen (Die Gegenwart, die Zukunft, das Römerzeitalter, und das prähistorische Zeitalter), um die vier Fragmente des Zeitkristalls zu finden. Damit er in alle Zeitzonen reisen kann, muss er die Zeitmaschine aufladen, und einen bestimmten Stoff sammeln, das sogenannte Tachyonium, das kann er sammeln, in dem er auf Kontinenten Missionen erfüllt. Wenn er alle vier Fragmente hat, kann er an den Anfang der Zeit reisen, dort hat er noch 120 Sekunden Zeit, um die Fragmente zusammenzufügen. Gelingt es ihm, wird die Zeitwelle aufgehalten, gelingt es ihm nicht, wird das Universum zerstört. Sollte es dem Charakter gelingen, kann er anschließend unter bestimmten Voraussetzungen an das Ende der Zeit reisen, dort hat er 60 Sekunden Zeit, und kann in dieser Zeit mehr als 1 Milliarde Punkte sammeln, was für diesen Flipper viel ist.
Zudem besteht die Möglichkeit, in jeder Zeitzone jeweils fünf Souvenirs zu sammeln. In der Gegenwart ist das z. B. ein Magnet, in dem prähistorischen Alter z. B. das erste Rad.

## Das Spiel
Wie fast alle Flipperautomaten, besitzt auch Timeshock Outlanes, Bahnen, an dem die Kugel vorbei an den Flippern verschwindet, auch weitere bekannte Merkmale, wie den rechten und den linken Orbit findet man bei Timeshock, allerdings gibt es bei Timeshock noch zwei Ramps und einen mittleren Orbit.

### Normaler Spielmodus
Wenn der Spieler das Spiel startet, startet er, sofern nicht anders eingestellt, in der Zeitzone The Present Day, es gibt aber auch noch The distant future, Ancient Rome und The prehistoric Age. Jede Zeitzone hat andere Missionen (jeweils zwei), und andere „Souvenirs“ die sich sammeln lassen. Ziel des Spiels ist es nun, in jeder der beiden Zeitzonen möglichst beide Missionen erfolgreich zu beenden (dies muss der Spieler nicht, insgesamt reichen auch drei erfolgreiche Missionen), das jeweilige Fragment der Zeitzone zu sammeln, und in die nächste zu reisen. Wenn man alle diese Zeitzonen geschafft hat, kann der Spieler in The Dawn of the Time reisen, dort hat er 120 Sekunden Zeit, alle Fragmente neu zu ordnen, und dadurch das Universum zu retten. Sofern er alle Missionen abgeschlossen hat, und das Universum gerettet hat, kann der Spieler in eine Zeitzone reisen, die sich The End of Time nennt, dieser Name wird erst bekannt gegeben, wenn das Universum gerettet wurde, vorher ist diese Zeitzone immer nur als The Unknown bekannt. In dieser Zeitzone hat der Spieler eine Minute Zeit, schafft er in dieser Zeit mehr als eine Milliarde Punkte, bekommt er einen Extra Ball. Das Sammeln von Punkten ist hier relativ leicht, da sämtliche Modes aktiviert sind, d. h. der Spieler bekommt allein für jeden Kontakt des Flippers, den er berührt, eine Million Punkte. Sobald er diese Zeitzone abgeschlossen hat, behält er seinen Punktestand zwar, aber die Geschichte des Flippers beginnt von neuen, er muss also das Universum erneut retten.

### Besondere Elemente
Auch dieser Flipper hat spezielle Funktionen, die man in den meisten Flippern nicht findet.

#### Lucky
Die Funktion lucky befindet sich an der linken Outlane, es handelt sich hierbei um eine Klappe, und wenn die Kugel beim Betreten der Outlane durch diese geht, bekommt der Spieler 5 Millionen Punkte. Diese Klappe wird nicht besonders häufig von der Kugel passiert, aber man kann dies durch einen Tischstoß erreichen. Allerdings muss man aufpassen, denn wie viele andere Flipper hat Timeshock einen Tilt-Mechanismus. Dieser ist zwar durch das Bedienungsmenü anpassbar, aber in Timeshock ist er nicht deaktivierbar.

#### Magnosave
An der rechten Outlane gibt es das sogenannte Magnosave, sofern es freigeschaltet ist, und man es aktiviert, wird ein Elektromagnet aktiviert, der die Kugel, sofern er richtig aktiviert wurde, im Spiel hält. Allerdings muss er nach jedem Einsatz neu freigeschaltet werden, in dem alle Drops einmal betätigt werden.

#### MagnoLock
Sofern freigeschaltet, kann der Spieler die Kugeln über den mittleren Orbit eine Rampe hochschießen, die Kugeln werden anschließend von einem Magnetarm, dem sogenannten MagnoLock in einen Behälter gelegt, dieser kann bis zu 3 Kugeln fassen. Je nach Modi kann daraus ein Multiball mit 3 oder 4 Kugeln entstehen.

#### Das Bedienungsmenü
Eine Besonderheit an Timeshock ist, dass es ein Bedienungsmenü gibt. Dort kann man jeden einzelnen Mechanismus des Flippers einzeln aktivieren, und Grundeinstellungen ändern, wie z. B. die Anzahl der Kugeln pro Spiel, dies geht aber nicht während des laufenden Spiels.

## Die ULTRA Edition
Barnstorm Games, der Eigentümer der Silverball Studios, ist ein Unternehmen, welches sich aus den ursprünglichen Entwicklern von Pro Pinball zusammensetzt. Barnstorm Games startete im September 2013 eine Crowdfunding-Kampagne auf der Plattform Kickstarter, mit der eine Neuauflage aller vier Tische angestrebt wurde. Zuerst wollten sich die Entwickler allerdings nur auf eine Neuauflage von Timeshock konzentrieren – die Timeshock! – The ULTRA Edition. Das angestrebte Ziel waren 40.000 britische Pfund, erreicht wurden 49.349 Pfund. Die Beleuchtung und die Bewegung der Kugel sollte realistischer werden, zudem sollte es ein neues Feature geben, den „Glass off mode“, mit dem man die Kugel mit der Maus über den Tisch bewegen können sollte. Pro Pinball erschien 2015 für mobile Endgeräte mit den Betriebssystemen Android oder iOS und 2016 für Personal Computer.

### Windows-Version
Die erste Version der ULTRA Edition für Windows wurde den Unterstützern im Dezember 2015 zur Verfügung gestellt. Die aktuelle Version 1.2.3 erschien im Sommer 2016. Sie ist auch über Steam allgemein erhältlich.